# Indalmus formosanus
Indalmus formosanus is een keversoort uit de familie zwamkevers (Endomychidae). De wetenschappelijke naam van de soort werd in 1937 gepubliceerd door Csiki.